# 慈幼學校
慈幼學校（英語：Salesian School）為羅馬天主教鮑思高慈幼會創辦的一所男子天主教小學，隸屬鮑思高慈幼會中華會省，位於香港港島筲箕灣柴灣道16號，毗鄰中學部慈幼英文學校。校訓與中學部一樣，為「Alere Flammam」，中文為「點燃火炬，照耀人群」。

## 校政管理
歷任校監
- 馬耀漢 神父[1]
- 吳多祿 神父[2]
- 馮定華 神父

歷任校長
- 馬耀漢 神父[1]
- 蘇志超 神父（上午校）[2]
- 吳多祿 神父（下午校）[3]
- 潘樹康 先生（原為救世軍三聖邨劉伍英學校校長）
- 邱陳婉琪 女士

歷任副校長
- 施彌德 神父[1]
- 許劍園 女士

## 歷史
它是由鮑思高神父（1815-1888）創辦的慈幼會經傳教士創立，距今有約200年多。它原是貧窮兒童的收納/孤兒院。1950年代初，學校不足，便轉營為慈幼英文學校。慈幼的小學部創辦於1950年，1955年增設中學部——慈幼英文學校。2025年小學部轉為男女校。

## 辦學宗旨
慈幼學校遵循會祖聖若望鮑思高神父的教導，秉承基督精神，在福音光照下，在學校內建立家庭式的團體共融氣氛，為德育及宗教教育奠下良好的教育環境，在推行各項德育活動時，融入慈幼會的預防教育法為該校的原則。該校亦以鮑思高神父所倡導的「預防教育法」原則及其具體的實踐方法，作為教育學生的指導方針。
慈幼英文學校強調「大家庭」的方式進行各樣活動。
|                | 我希望你們在休憩的時候，要常和學生在一起，同他們談話、遊戲，給他們一些忠告。青年們不僅是應該得到師長的愛，也應該知道自己為師長所愛。 |
| ——聖若望鮑思高 | |

## 校徽、校訓及校歌

### 校徽
- 校徽由火炬、紅帶、十架及校訓組成。底色為深藍，象徵樸素。作為慈幼會學校之一，慈幼學校以鮑思高預防教育法（英语：Salesian_Preventive_System）「理智、宗教、仁愛」教育青少年。
- 校徽被註有「Salesian School」的紅帶分開，左方的紅色十字架代表基督精神，右方的火炬象徵校訓，服務人群的精神。

### 校訓
校徽底的拉丁文為「Alere Flammam」，也是慈幼學校的校訓，要有服務人群的精神。而中文校訓則是「點燃火炬、照耀人群」。

### 校歌
The School Hymn

Music by Rev. W. Schmid, Words by C.J. Clark
|  | All hail! Sa-le-sian School to thee! By- time en'dear'd the- more, Our heart shall ev-er loyal be, To thee and friends of yore, And mem'-ries that shall never fade, When ever we may roam. Shall ri- vet fast the friend-ships made, In youth at boy-hood's home-. Long- live! O- al-ma Mater, On thee may bless-ings rain, And may, thy sons he af-ter, Bring hon-or to thy name! |

中文版校歌

司馬榮神父作曲

畢熾生神父作詞

|  | 維我鮑思高慈幼學校 時代青年訓練場 四育並重 國粹精良 師生友愛永無疆 黌舍敞峨 學匯中西 滿門朝氣樂洋洋 秉承會祖鮑思高遺教 取法聖多明我表樣 我青年 勵志日新 為我聖教作棟樑 我同學 振作精神 為我家國爭榮光 |

## 校舍

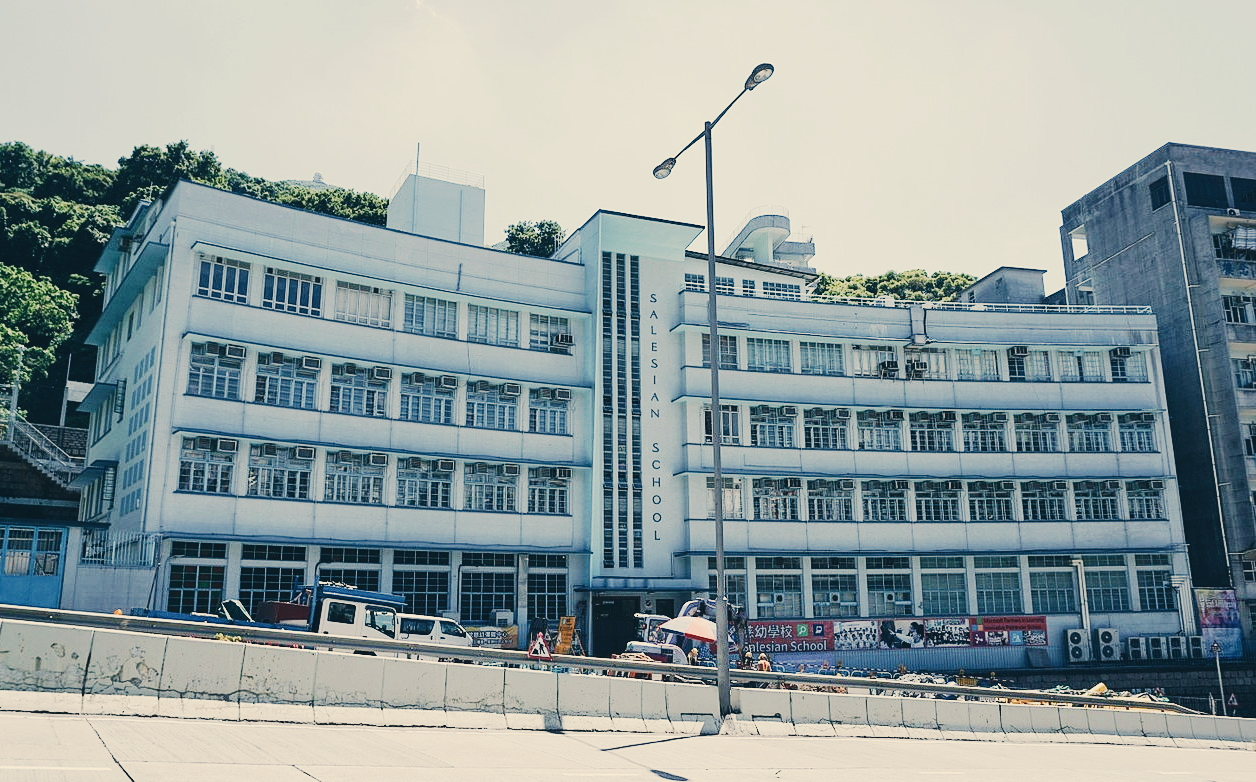
從柴灣道正視小學部外貌

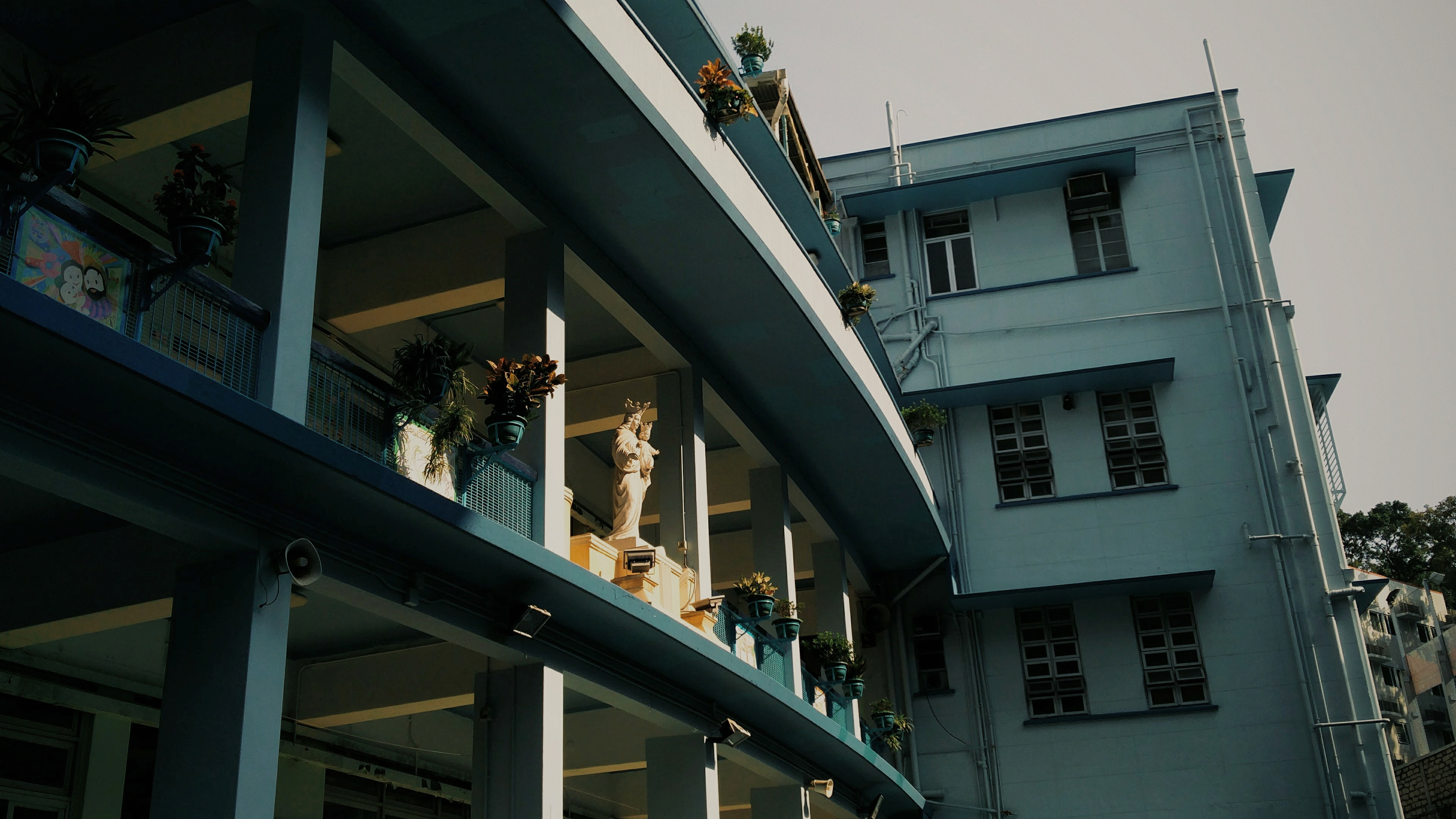
小學部內貌（中：進教之佑聖母像）

慈幼學校校舍位於柴灣道上，校舍建築羣分為三部分，包括中學部、小學部及慈幼修院。
小學部為裝飾風藝術 (Art Deco) 及包豪斯 (Bauhaus) 式建築，屬於1940年代流行的建築風格，在香港曾經風靡一時，但現時以香港內的學校建築而言已絕無僅有。

### 校舍設施
| - 18間課室 - 校務處 - 訓導處 - 1間教員室 - 1間電腦室 - 1間圖書館 | - 9個學生運動場所: 西翼操場、東翼操場、大操場、大操場西足球場、大操場東籃球場、修院籃球場、修院羽毛球場、修院足球場、新翼大球場 - 鮑思高青年中心前空地 | - 校長辦公室 - 多用途室 - 語言學習室 - 英語活動室 - 體育儲物間 - 聖母升天小堂 - 聖母岩 - 鮑思高像 - 小食部 - 飯堂 - 學生物品售賣部 - 鮑思高青年中心 - 社工室 |

## 班級結構
- 小學部
  - 一年級：3班
  - 二年級：3班
  - 三年級:4班
  - 四年級:3班
  - 五年級：2班
  - 六年級：3班

（2019-2020）

## 著名/傑出校友
政界及公務員
- 曾蔭權：前行政長官
- 黃敦義：前警務處助理處長
- 鄭家富：前香港立法會議員[4]
- 陳志全：前香港立法會議員、香港人網行政總裁
- 李明逵（1962年小六）：前香港警務處處長[5]
- 卜國明：前土木工程拓展署土木工程處處長（1969年入讀小三）[6]

司法界
- 湯寶臣：香港高等法院原訟法庭大法官
- 馬恩國：香港執業大律師、前獨立監察警方處理投訴委員會成員

商界、財經界及專業界別
- 郭炳湘（1960年小六）：帝國集團創辦人兼前董事會主席[7]
- 郭炳江：前新鴻基地產發展有限公司联席主席兼董事總經理
- 郭炳聯：新鴻基地產發展联席主席
- 鄭家純：新世界發展有限公司及新創建集團有限公司董事會主席
- 鄭家成：鄭裕彤次子，新世界發展有限公司非執行董事 、景褔集團有限公司獨立非執行董事 。
- 梁伯韜（1966年小六）：香港投資銀行家，CVC Capital Partners 董事合伙人，主席－大中華區。第十二屆全國政協委員，花旗銀行亞洲區高級顧問，電訊盈科大股東[8]
- 蕭若元（1959年小六）：香港商人及資深傳媒工作者[9]
- 嚴磊輝：香港國際貨櫃碼頭董事總經理、前希慎興業行政總裁
- 高文安：室内設計師[10]
- 尹德勝：香港中華廠商聯合會永遠名譽會長、香港大中實業股份有限公司及香港螺絲總匯有限公司總裁[11]
- 于品海：南海控股有限公司及中國數碼信息有限公司董事會主席[12]
- 何賢通：前香港證券及期貨事務監察委員會企業融資部執行董事[13]（1977年小六）
- 劉鑾鴻：利福國際董事總經理丶上海市政協委員[14]
- 劉鑾雄：前華人置業集團董事會主席和行政總裁

教育界
- 吳祖南（1978年小六）：香港大學地理系副教授[15]
- 范耀鈞：前香港浸會大學副校長
- 李偉樂：前香港教育國際副主席兼行政總裁
- 吳嘉名：前香港科技大學化學工程學系主任[16]
- 何炘基：前香港城市大學署理校長及金融學講座教授[17]

演藝界
- 冼杞然（1963年小六）：資深影視製作人[18]
- 林振強：已故著名填詞人兼專欄作家、漫畫家、資深廣告撰稿員
- 唐季禮（1972年小六）：電影導演
- 郭富城：香港著名歌手及演員
- 劉家輝（1965年小六）：香港男演員[19]
- 葉世榮：音樂人、鼓手，前 Beyond 樂隊成員
- 馬國明：香港男演員
- 吳家輝：香港電台唱片騎師、電視主持、演員
- 沈西城：香港作家
- 王貽興：香港作家
- 梁韋曦：知名日本地下偶像組合經理人
- 張預東：香港男配音員
- 梁材遠（1965年小六）：前無綫電視監製[19]
- 阮繼志（1973年小六上午校）：香港電影編劇[20]
- 羅國治（1964年小六）：香港交響樂團音樂總監/指揮[21]
- 鍾鎮濤：香港男歌手[22]
- 伍潤泉（1967年小六）：前香港電視劇監製[14]

體育界
- 鄭雨滇：騎師
- 張子岱：足球員
- 張子慧：足球員

## 外部連結
- 慈幼學校 （页面存档备份，存于）